# Sankt Georgen an der Gusen
Sankt Georgen an der Gusen is een gemeente in de Oostenrijkse deelstaat Opper-Oostenrijk, gelegen in het district Perg (PE). De gemeente heeft ongeveer 3500 inwoners.

## Geografie
Sankt Georgen an der Gusen heeft een oppervlakte van 7 km². De gemeente ligt in het noorden van Oostenrijk, in het oosten van de deelstaat Opper-Oostenrijk. Sankt Georgen an der Gusen ligt ten oosten van de stad Linz.
Allerheiligen im Mühlkreis · Arbing · Bad Kreuzen · Baumgartenberg · Dimbach · Grein · Katsdorf · Klam · Langenstein · Luftenberg an der Donau · Mauthausen · Mitterkirchen im Machland · Münzbach · Naarn im Machlande · Pabneukirchen · Perg · Rechberg · Ried in der Riedmark · Saxen · Schwertberg · Sankt Georgen am Walde · Sankt Georgen an der Gusen · Sankt Nikola an der Donau · Sankt Thomas am Blasenstein · Waldhausen im Strudengau · Windhaag bei Perg
- Gemeinsame Normdatei: 4415678-9
- Library of Congress Control Number: no00088642
- MusicBrainz: 837ec3e8-2293-41a4-8d9b-11c58799fd92
- Nationale Bibliotheek van Israël: 987007480115105171
- Virtual International Authority File: 237433945
- WorldCat: E39PBJx8BdyWxbhpjTHThvxxDq